# Хуан Цзяньсян
Хуа́н Цзянься́н (кит. упр. 黄健翔, пиньинь Huáng Jiànxiáng, родился 20 января 1968 года в Ухае) — китайский спортивный телекомментатор и телеведущий, один из наиболее известных спортивных журналистов страны, в прошлом сотрудник Центрального телевидения Китая. Начинал свою карьеру как комментатор матчей чемпионата мира по футболу, игр чемпионата Германии и Италии. Основной телекомментатор ЦТ Китая на летних Олимпиадах в Атланте, Сиднее и Афинах и зимней Олимпиаде в Турине.
Хуан скандально прославился на весь мир 26 июня 2006 года, когда комментировал матч чемпионата мира по футболу в Германии между сборными Австралии и Италии, открыто поддерживая Италию и всячески нелицеприятно высказываясь в адрес Австралии. За это он подвергся обильной критике со стороны как китайских СМИ, так и зарубежных информационных агентств. В ноябре 2006 года ушёл с ЦТ Китая, после чего продолжил карьеру на гонконгской телекомпании Phoenix Television, спортивном телеканале CSPN и региональных спутниковых каналах Нинся-Хуэйского, Синьцзян-Уйгурского автономных районов, провинций Цзянсу, Шаньдун, Чжэцзян и Тяньцзинь. Работал на LeTV.com.
С 2013 года ведёт развлекательную передачу «Только ты» (кит. 非你莫属) для людей, которые ищут работу.

## Начало карьеры
Родился в 1968 году в Ухае, автономный район Внутренняя Монголия. Рос в семье любителей футбола: его дед и отец увлекались футболом. Переехал в Нанкин в 1977 году, окончил Среднюю школу при Нанкинском нормальном университете и университет при Министерстве иностранных дел КНР, бакалавр иностранных языков. С 1994 года работал спортивным комментатором на Центральном телевидении Китая.
Его дебют состоялся на Пятом телеканале ЦТ Китая, посвящённом спорту: Хуан работал с Ли Вэймяо и освещал события Кубка Америки 1995 года. В 1996 году он комментировал летнюю Олимпиаду в Атланте, чемпионат Европы и Кубок Азии. В 1997 году освещал события VIII Спартакиады народов Китая, в 1998 году — чемпионат мира во Франции, Азиатские игры в Бангкоке и Кубок Африки в Западной Африке.
В конце 1990-х Хуан стал одним из самых узнаваемых спортивных журналистов Китая. В 1999 году он освещал чемпионат мира по футболу среди женщин в США, в 2000 году — сиднейскую Олимпиаду, в 2002 году — чемпионат мира в Корее и в Японии, в 2004 году — Олимпиаду в Афинах, в 2006 году — чемпионат мира в Германии.

## Скандал на чемпионате мира 2006
26 июня 2006 года во время матча 1/8 финала между сборными Италии и Австралии Хуан Цзяньсян в конце матча начал яростно высказываться в поддержку сборной Италии и делать нелицеприятные (порой оскорбительные) заявления в адрес Австралии, подобные которым ранее делал только норвежец Бьёрге Лиллелиен. Ниже приведён перевод стенограммы речи Хуана Цзяньсяна.

Пенальти! Пенальти! Пенальти! Это сделал Гроссо! Ни шанса австралийцам больше.
Великий итальянский левый защитник! Он продолжил славные традиции Италии! Факкетти, Кабрини и Мальдини, их души вселились в него в этот момент! Гроссо представляет долгие историю и традиции итальянского футбола, он не один борется в этот момент! Он не один!
Тотти, Тотти идёт к отметке. Перед ним маячат ожидания от фанатов итальянского футбола во всём мире.
Шварцер парировал два удара с точки в отборочном турнире чемпионата мира, и оба раза в матчах плей-офф. Тотти об этом должен знать. Сможет ли он с улыбкой встретить человека перед ним? Каково будет его выражение лица через 10 секунд?
Гол! Игра закончена! Италия побеждает! Побеждает «соккеруз»! Они не проиграли во второй раз Хиддинку! Великая Италия! Великий итальянский левый защитник! Да здравствует Италия! С днём рождения, Мальдини! Forza Italia!!
Он не подвёл итальянцев. Этот удар был неберущимся! Абсолютно неберущимся! Италия вышла в восьмёрку лучших!
Победа за Италией, за Гроссо, за Каннаваро, за Дзамброттой, за Буффоном, за Мальдини, за всеми, кто любит итальянский футбол!
Пошли они все к чёрту! (голос на фоне)
«Соккеруз» проклинают Хиддинка! Он играл слишком консервативно и хладнокровно при численном большинстве во втором тайме и растерял всю отвагу. Столкнувшись с долгими историей и традициями итальянского футбола, он не атаковал так яростно, как на групповом этапе. Что посеял, то и пожал! Пусть едут домой. Хотя далеко в Австралию им ехать не надо, ибо почти все они живут в Европе. Прощайте!

Хуан отказался извиняться изначально за свои комментарии, ссылаясь на то, что австралийцы напоминали ему Новую Зеландию, которая в 1981 году выбила сборную Китая и не пустила её в решающий раунд отбора на чемпионат мира 1982 года. Однако в его адрес посыпались гневные реплики и высказывания на следующий день, и в повторном показе матча его реплики заменили репликами другого комментатора. В итоге он вынужден был извиниться за сказанные слова на следующий день и опубликовать официальное извинение на сайте. На следующую игру его не допустили, вернув только 30 июня 2006 года на матч Германия — Аргентина, опровергнув поползшие слухи об отстранении до конца чемпионата. 9 июля 2006 года Хуан комментировал матч финала в Берлине. Все последовавшие после скандала игры он комментировал в паре с другим человеком.

## После скандала
В Китае и Австралии разгорелись ожесточённые споры о поступке Хуана. Его начальник Чжан Бинь, директор спортивной редакции ЦТ Китая, заявил, что Хуан сначала «потерял голос» (失声), потом «утратил хладнокровие» (失态), затем «лишился вежливости» (失礼) и под конец «сошёл с ума» (失常). От Хуана требовали покинуть немедленно спортивную редакцию, хотя были и те, кто оправдывал его действия. В Китае на веб-сайтах в текстовых трансляциях появились множество пародий на комментарий игры. 16 ноября 2006 года Хуан Цзяньсян объявил об уходе с Центрального телевидения Китая, сославшись на серьёзную усталость. Цзян Хэпин, директор спортивной редакции ЦТ Китая, вынужден был объяснить, что комментатор ушёл по своей воле и не по причине поступка на чемпионате мира.
В начале декабря 2006 года Хуан начал работу на Phoenix Television в Гонконге, отклонив предложения от телестудий Хунаня и Чунцина, а директор Чжан Гули предложил ему стать актёром. В том же году Хуан опубликовал свою автобиографию «Не сражаясь в одиночку» (不是一个人在战斗), а в 2007 году сыграл самого себя в фильмах «Зов любви» и «Баскетбол в стиле кун-фу», спародировав в последнем фильме свой скандальный комментарий матча итальянцев и австралийцев. Позже вёл передачу «Игры каждый день» (天天運動會).
6 ноября 2007 года Хуан на Гуандунском телевидении впервые с момента своей скандальной работы на первенстве мира в Германии прокомментировал футбольный матч в рамках программы «Европейская футбольная сеть Тяньшань» (天盛欧洲足球频道) — между «Интером» и «Миланом». 1 января 2008 года он ушёл с телекомпании Phoenix Television из-за низких рейтингов его программ, с октября 2008 года работал на телеканале CSPN, отвечая и за развитие телевизионной сети. Сеть отвечала за показ спортивных трансляций в разных частях Китая. Из-за постоянного спора по поводу условий контракта в конце 2009 года Хуан ушёл оттуда.
В июне 2009 года он основал электронный журнал «Цзуй тиюй» (Экстремальный спорт) на Sina.com, а также был ведущим ток-шоу о чемпионате мира по футболу в ЮАР. Снялся в документальном фильме «Убить Пауля», в августе 2010 года вёл программу «Фондовая биржа растёт каждый день» (股市天天向上) на Нинсянском телевидении и Первом финансовом (CBN). В феврале 2011 года озвучил в мультфильме «Маленькая большая панда» (熊猫总动员) героя по имени Брутус, в марте стал ведущим ток-шоу «Тяньшанская теория и практика» (天山论见) на Синьцзянском телевидении. В июле того же года стал ведущим шоу CBN «Образцовые китайские профессионалы» (中国职场好榜样). В августе стал ведущим программы «Хуаян нянхуа» (花样年华) на Цзянсунском телевидении и колумнистом портала eMoney.cn. В октябре вёл программу «Легенда песен» (歌声传奇) на Шаньдунском телевидении.
В апреле 2013 года стал ведущим шоу «Китайские звёзды прыгают в воду» (中国星跳跃, аналог международного шоу «Celebrity Splash», известного в России как «Вышка»). 28 июля 2013 года провёл на Тяньцзиньском телевидении программу «Только ты» (非你莫属). В августе стал ведущим программы «Хуан Дуанцзы» (黄·段子) на LeTV.com. В 2014 году был одним из членов съёмочной группы музыкального клипа на песню «Ole Ole 2014» с участием выдающихся китайских спортивных журналистов.

## Книги
В 2000 году Хуан Цзяньсян опубликовал свою первую книгу «Футбольные извороты» (歪批足球), описав в ней типичные футбольные матчи в Китае и других странах, в том числе тактики и стратегии, системы чемпионатов и культурные аспекты. Вторая книга «Бороться как мужчина — я тот самый "футбольный комментатор"» (像男人那样去战斗 — 我就是那个"说球的") вышла в апреле 2006 года и по сути была автобиографией комментатора. Третья книга вышла под названием «Не сражаясь в одиночку» (不是一个人在战斗).

## Личная жизнь
Первой женой Хуана была Сунь Ин с 1998 по 2006 годы, в браке родился сын Цзябао. После развода сын остался с матерью. Позже Хуану СМИ приписывали отношения с певицей Джейн Чжан. По сообщениям СМИ от 2012 года, Хуан и Чжан поженились и воспитывают вместе двоих собственных детей, дочь и сына.
20 августа 2009 года Хуан завёл микроблог в китайской социальной сети Sina Weibo, в июне 2011 года у него было 5,6 млн. подписчиков и 12 тысяч статей и сообщений.